# دج الغيط

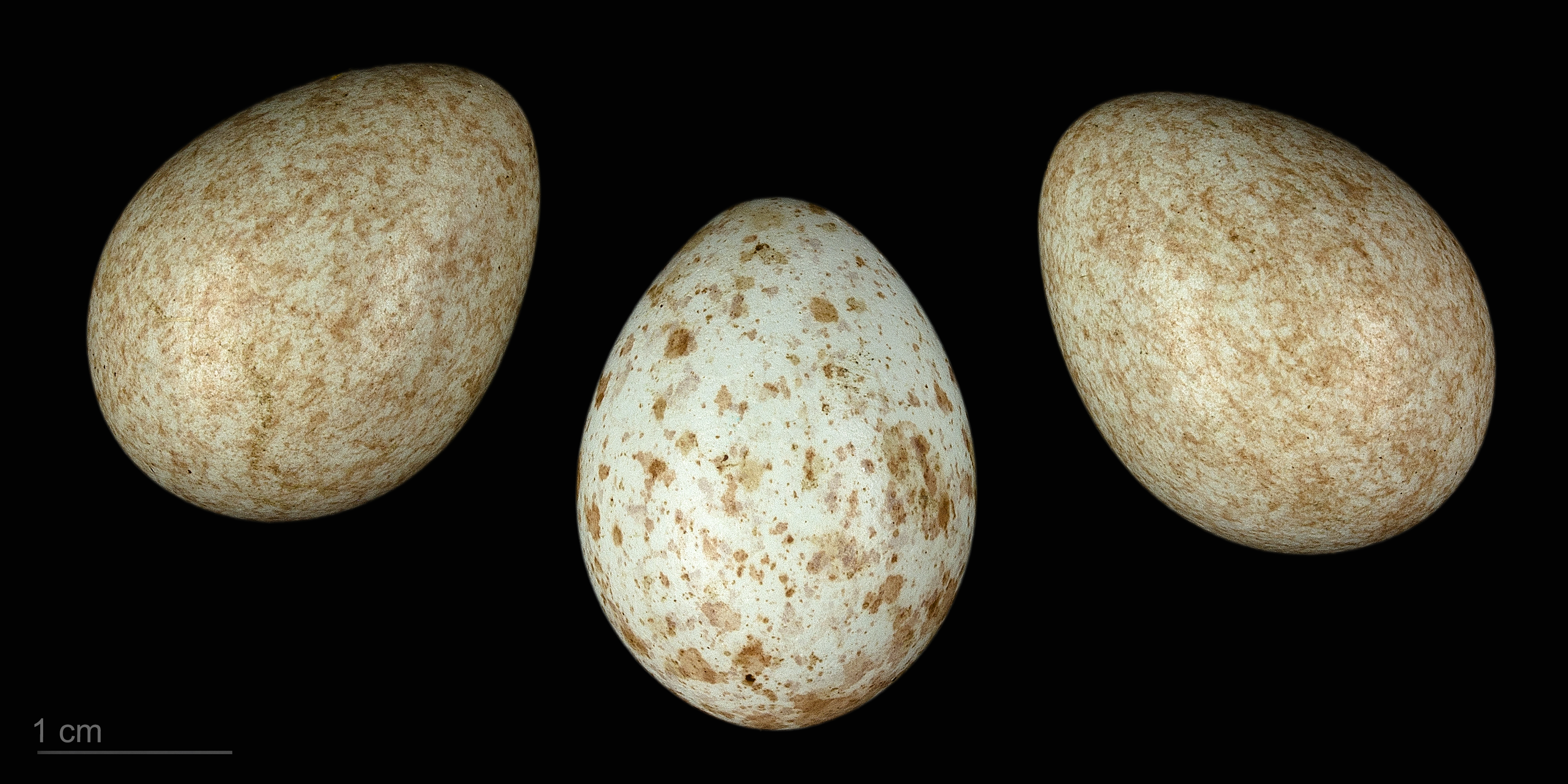
Turdus pilaris

دج الغيط يسمى أيضا سمنة الحقول أو دج أو الدُّج الصغير (الاسم العلمي: Turdus pilaris) (بالإنجليزية: Fieldfare)‏، هو طائر ينتمي إلى سمنة(فصيلة: Turdidae).